# Weltmeisterschaft im Skibergsteigen 2025
Die Weltmeisterschaft im Skibergsteigen 2025 wurde vom 3. bis 8. März in Morgins, Schweiz ausgetragen.
Die Wettkämpfe dienten zudem als Qualifikation für die Olympischen Winterspiele 2026.

## Ergebnisse

### Männer
| Disziplin     | Gold                                        | Silber                          | Bronze                                  |
| ------------- | ------------------------------------------- | ------------------------------- | --------------------------------------- |
| Sprint        | Oriol Cardona Coll                          | Thibault Anselmet               | Jon Kistler                             |
| Einzel        | Rémi Bonnet                                 | Davide Magnini                  | Xavier Gachet                           |
| Vertical Race | Rémi Bonnet                                 | Maximilien Drion                | Aurélien Gay                            |
| Mannschaft    | FrankreichXavier Gachet William Bon Mardion | SchweizRémi Bonnet Aurélien Gay | FrankreichSamuel Equy Mathéo Jacquemoud |

### Frauen
| Disziplin     | Gold                                                   | Silber                                   | Bronze                                   |
| ------------- | ------------------------------------------------------ | ---------------------------------------- | ---------------------------------------- |
| Sprint        | Marianne Fatton                                        | Emily Harrop                             | Tatjana Paller                           |
| Einzel        | Tove Alexandersson                                     | Axelle Gachet-Mollaret                   | Emily Harrop                             |
| Vertical Race | Axelle Gachet-Mollaret                                 | Tove Alexandersson                       | Sarah Dreier                             |
| Mannschaft    | FrankreichCélia Perillat-Pessey Axelle Gachet-Mollaret | ItalienAlba De Silvestro Lisa Moreschini | ItalienGiulia Compagnoni Ilaria Veronese |

### Mixed
| Disziplin | Gold                                     | Silber                               | Bronze                               |
| --------- | ---------------------------------------- | ------------------------------------ | ------------------------------------ |
| Staffel   | FrankreichEmily Harrop Thibault Anselmet | SpanienAna Alonso Oriol Cardona Coll | SchweizMarianne Fatton Robin Bussard |

## Medaillenspiegel
| Platz  | Land        | Gold | Silber | Bronze | Gesamt |
| ------ | ----------- | ---- | ------ | ------ | ------ |
| 1      | Frankreich  | 4    | 3      | 3      | 10     |
| 2      | Schweiz     | 3    | 1      | 3      | 7      |
| 3      | Schweden    | 1    | 1      | –      | 2      |
| 3      | Spanien     | 1    | 1      | –      | 2      |
| 5      | Italien     | –    | 2      | 1      | 3      |
| 6      | Belgien     | –    | 1      | –      | 1      |
| 7      | Deutschland | –    | –      | 1      | 1      |
| 7      | Österreich  | –    | –      | 1      | 1      |
| Gesamt | Gesamt      | 9    | 9      | 9      | 27     |